# دونی تری پامونگکاس
دونی تری پامونگکاس (انگلیسی: Dony Tri Pamungkas؛ زادهٔ ۱۱ ژانویهٔ ۲۰۰۵) بازیکن فوتبال است.
وی همچنین در تیم‌های ملی فوتبال زیر ۲۰ سال و زیر ۲۳ سال اندونزی بازی کرده‌است.